# 中斜里駅
中斜里駅（なかしゃりえき）は北海道斜里郡斜里町字中斜里にある北海道旅客鉄道（JR北海道）釧網本線の駅である。駅番号はB71。事務管理コードは▲111615。
本稿では、駅周辺の斜里町字川上111にある、日本貨物鉄道（JR貨物）のコンテナ集配基地の中斜里オフレールステーションについても記述する。

## 歴史

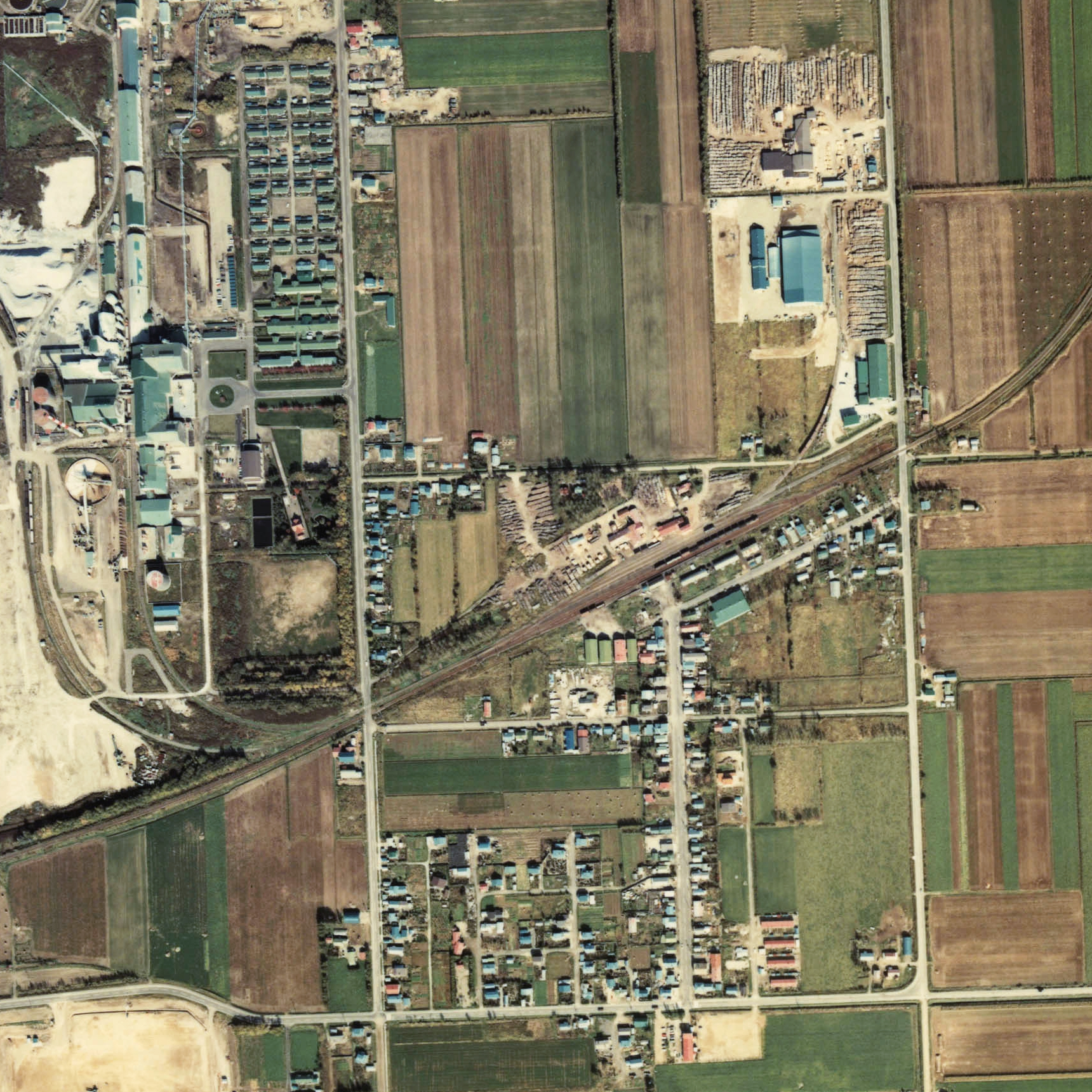
1977年の中斜里駅と周囲約1 km範囲。右が網走方面。かつては単式ホーム1面1線と貨物積卸線、駅舎横の釧路側に設けられた貨物ホームへ引込み線を有するだけのごく小さな一般駅であり、すぐ裏にストックヤードが広がっていて、多くの木材が野積みされていた。その後、左側に見えるホクレン中斜里製糖所が1958年（昭和33年）から操業を始め、ヤードの敷地に多数の仕分線もしくは留置線が敷かれ、かつての貨物積卸線は留置線を兼ねた副本線になり、ヤード前に新たに貨物積卸線が敷かれた。専用線は釧路側本線脇を暫く併走した後に、工場へ向けて2つのカーブを描いて向かっている。また駅の網走側からも右上の製材工場へ引込み線が敷かれていて（因みに1971年の航空写真では、この製材工場はまだ存在しない。）、その分岐から右の踏切付近まで留置線が伸びている。

- 1929年（昭和4年）11月14日：国鉄の猿澗川駅（さるまがわえき）として開業[4]。一般駅[2]。
- 1950年（昭和25年）9月10日：中斜里駅に改称[5][4]。
- 1958年（昭和33年）8月30日：ホクレン中斜里製糖工場竣工。専用線2782m使用開始。
- 1984年（昭和59年）2月1日：荷物の取扱を廃止[6]。
- 1986年（昭和61年）11月1日：専用線発着を除く車扱貨物の取扱を廃止[2]。
- 1987年（昭和62年）4月1日：国鉄分割民営化により、北海道旅客鉄道（JR北海道）・日本貨物鉄道（JR貨物）の駅となる[2]。
- 1988年（昭和63年）3月13日：専用線発着コンテナ貨物の取扱を開始。
- 1997年（平成9年）
  - 3月22日：貨物列車の設定がなくなり、トラック輸送に変更[2]。
  - 4月1日：無人駅化[7]。
- 2002年（平成14年）4月1日：釧網本線の第二種鉄道事業の廃止により、JR貨物中斜里駅廃止。中斜里コンテナセンターが設置される。
- 2006年（平成18年）4月1日：中斜里コンテナセンターを中斜里オフレールステーションに改称。

### 駅名の由来
現駅名は斜里駅（現：知床斜里駅）と上斜里駅（現：清里町駅）の間にあることからの名称である。
改称前の駅名である猿澗川は斜里川の支流（現：猿間川）に由来する名称で、アイヌ語に由来するが諸説ある。
知里真志保による『斜里町史地名解』では「サㇽパオマナイ（sar-pa-oma-nay）」（サㇽ〔＝斜里〕の・しもに・ある・川）あるいは「サㇽパペッ（sar-pa-pet）」（サㇽの・川しもの・川）という解釈が紹介されており、これについて山田秀三は「この川が斜里川下流に入ることを示したものとされたのだろう」としている。
また、1973年（昭和48年）に国鉄北海道総局が発行した『北海道　駅名の起源』は「サㇽオマペッ（sar-oma-pet）」（葦原・にある・川）によるとする説を掲載している。

## 駅構造
単式ホーム1面1線を有する地上駅。かつては副本線（旅客ホームなし）および貨物ホームを有していた。知床斜里駅管理の無人駅である。

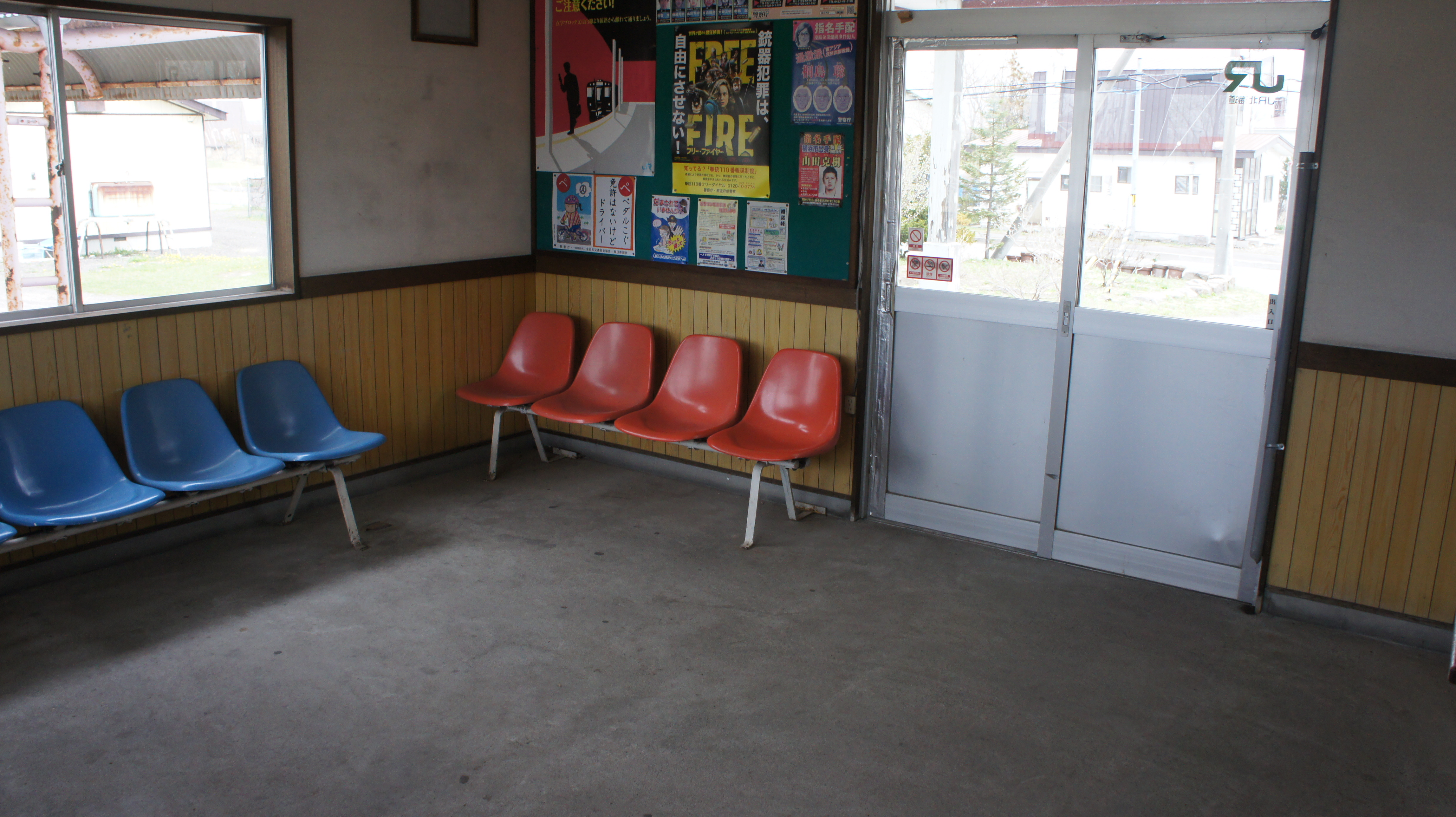
待合室（2017年5月）
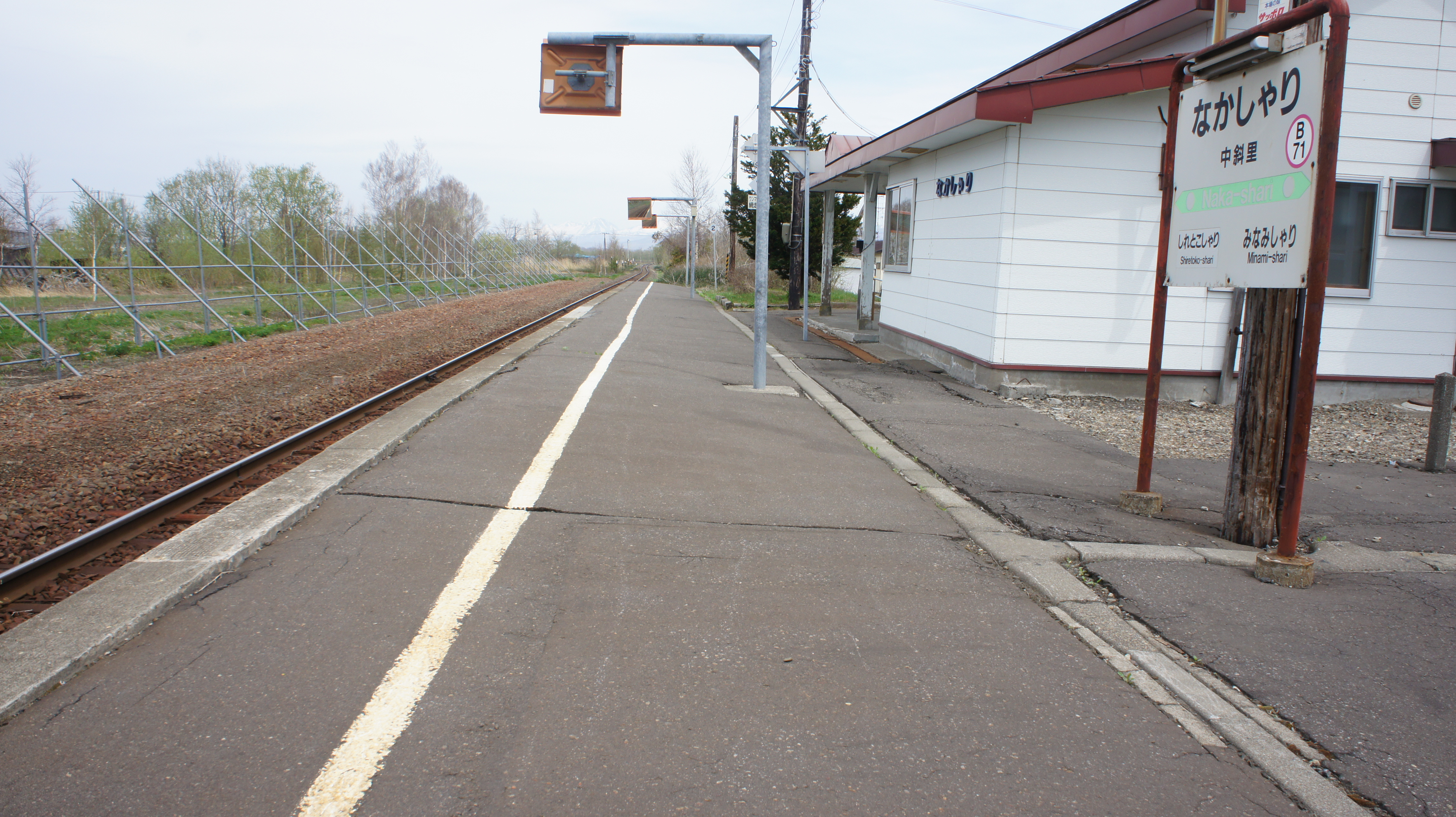
ホーム（2017年5月）
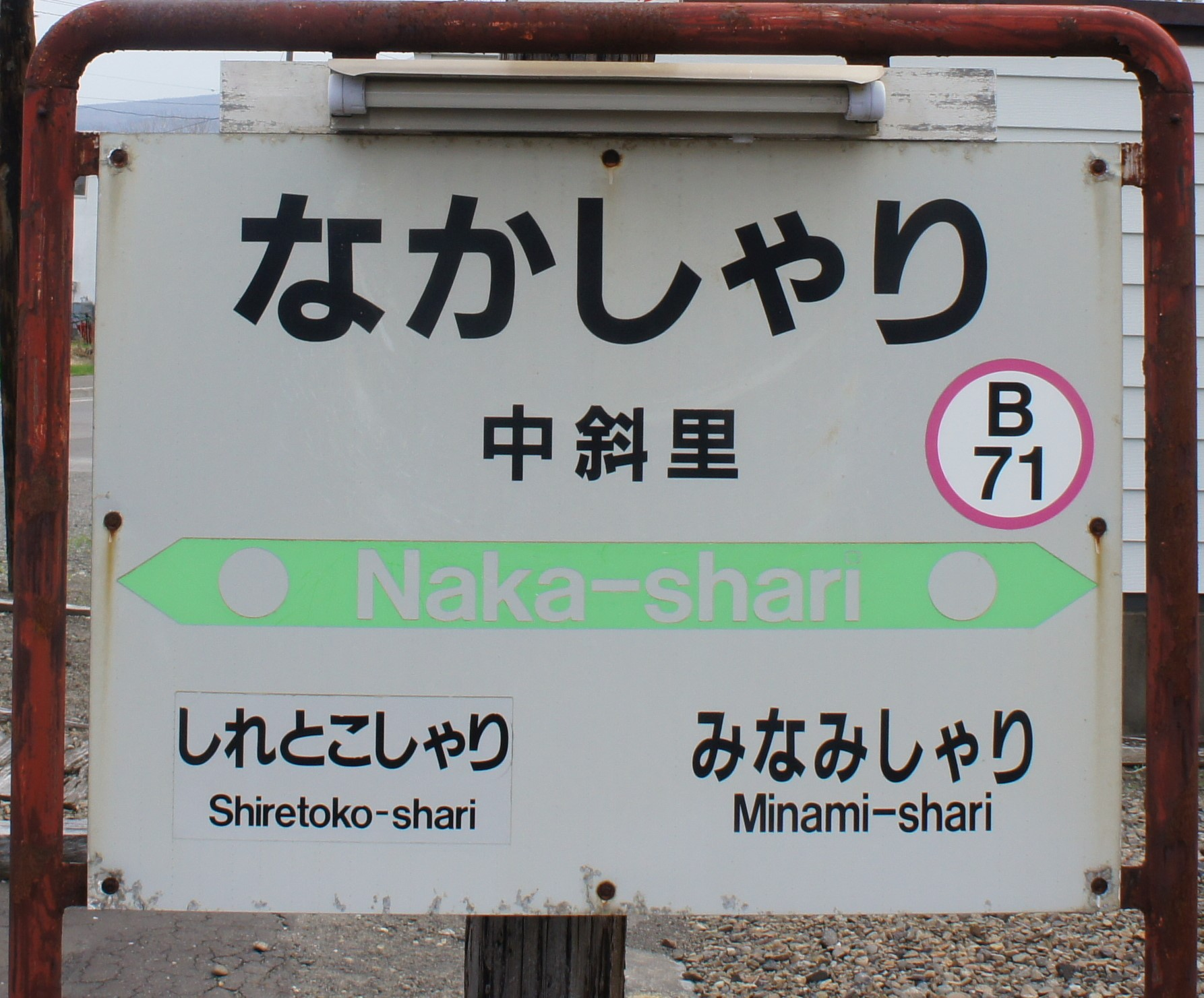
駅名標（2017年5月）

## 中斜里オフレールステーション
中斜里オフレールステーション（略称：中斜里ORS）は、JR貨物のコンテナ集配基地である。ここでは12フィートコンテナのみを取り扱っており、貨物列車の代替のトラック便が釧路貨物駅との間に1日2往復設定されている。
かつて中斜里駅は、ホクレン中斜里製糖工場の専用線を発着する、東鹿越駅発送の石灰石、西港駅発送の石油（1996年まで）、製品積載のコンテナなどの貨物を取り扱っていたが、1997年（平成9年）3月以降、中斜里駅は貨物列車の発着のない自動車代行駅となり、専用線は廃止された。その後2002年（平成14年）4月に当駅までのJR貨物の第二種鉄道事業が廃止になったためJR貨物中斜里駅は廃止され、中斜里コンテナセンターが設置された。中斜里コンテナセンターは2006年（平成18年）4月に現在の名称に改称した。

## 利用状況
乗車人員の推移は以下のとおり。年間の値のみ判明している年については、当該年度の日数で除した値を括弧書きで1日平均欄に示す。乗降人員のみが判明している場合は、1/2した値を括弧書きで記した。
また、「JR調査」については、当該の年度を最終年とする過去5年間の各調査日における平均である。
| 年度               | 乗車人員 | 乗車人員 | 乗車人員 | 出典       | 備考 |
| 年度               | 年間     | 1日平均  | JR調査   | 出典       | 備考 |
| ------------------ | -------- | -------- | -------- | ---------- | ---- |
| 1978年（昭和53年） |          | 99       |          | [ 12 ]     |      |
| 2016年（平成28年） |          |          | 6.2      | [ JR北 1 ] |      |
| 2017年（平成29年） |          |          | 6.8      | [ JR北 2 ] |      |
| 2018年（平成30年） |          |          | 6.6      | [ JR北 3 ] |      |
| 2019年（令和元年） |          |          | 6.8      | [ JR北 4 ] |      |
| 2020年（令和02年） |          |          | 6.0      | [ JR北 5 ] |      |
| 2021年（令和03年） |          |          | 6.4      | [ JR北 6 ] |      |
| 2022年（令和04年） |          |          | 6.6      | [ JR北 7 ] |      |
| 2023年（令和05年） |          |          | 7.4      | [ JR北 8 ] |      |

## 駅周辺
北海道道沿いを中心に中斜里の集落が広がる。
- 北海道道827号越川中斜里停車場線、北海道道945号豊里中斜里停車場線
- 中斜里郵便局
- 日本通運北見支店斜里営業支店
- ホクレン中斜里製糖工場
- 北海道道1000号富士川上線
- 斜里警察署中斜里駐在所

## 隣の駅
北海道旅客鉄道（JR北海道）
■釧網本線
知床斜里駅 (B72) -  中斜里駅 (B71) - *南斜里駅 (B70) - 清里町駅 (B69)
*打消線は廃駅

### JR北海道
1. ↑  「釧網線（東釧路・網走間）」（PDF）『線区データ（当社単独では維持することが困難な線区）』、北海道旅客鉄道、2017年12月8日。オリジナルの2017年12月9日時点におけるアーカイブ。2017年12月10日閲覧。
2. ↑  「釧網線（東釧路・網走間）」（PDF）『線区データ（当社単独では維持することが困難な線区）(地域交通を持続的に維持するために)』、北海道旅客鉄道株式会社、3頁、2018年7月2日。オリジナルの2018年8月19日時点におけるアーカイブ。2018年8月19日閲覧。
3. ↑  “釧網線（東釧路・網走間）” (PDF). 線区データ（当社単独では維持することが困難な線区）(地域交通を持続的に維持するために).   北海道旅客鉄道. p. 3 (2019年10月18日). 2019年10月18日時点のオリジナルよりアーカイブ。2019年10月18日閲覧。
4. ↑  “釧網線（東釧路・網走間）” (PDF). 地域交通を持続的に維持するために > 輸送密度200人以上2,000人未満の線区（「黄色」8線区）.   北海道旅客鉄道. p. 3 (2020年10月30日). 2020年11月2日時点のオリジナルよりアーカイブ。2020年11月2日閲覧。
5. ↑  “駅別乗車人員  特定日調査（平日）に基づく”.   北海道旅客鉄道. 2022年8月3日時点のオリジナルよりアーカイブ。2022年8月14日閲覧。
6. ↑  “駅別乗車人員  特定日調査（平日）に基づく”.   北海道旅客鉄道. 2022年9月3日時点のオリジナルよりアーカイブ。2022年9月3日閲覧。
7. ↑  “駅別乗車人員  特定日調査（平日）に基づく”.   北海道旅客鉄道. 2023年11月10日時点のオリジナルよりアーカイブ。2023年11月10日閲覧。
8. ↑  “駅別乗車人員  特定日調査（平日）に基づく”.   北海道旅客鉄道 (2024年). 2024年9月9日時点のオリジナルよりアーカイブ。2024年9月9日閲覧。